# Berriedale
Berriedale är en del av en befolkad plats i Australien. Den ligger i kommunen Glenorchy och delstaten Tasmanien, i den sydöstra delen av landet, nära delstatshuvudstaden Hobart. Antalet invånare är 2 690.
Runt Berriedale är det tätbefolkat, med 411 invånare per kvadratkilometer.. Närmaste större samhälle är Hobart, nära Berriedale.
I omgivningarna runt Berriedale växer i huvudsak städsegrön lövskog. Genomsnittlig årsnederbörd är 697 millimeter. Den regnigaste månaden är juli, med i genomsnitt 78 mm nederbörd, och den torraste är februari, med 41 mm nederbörd.